# Sainte-Florence, Gironde
Sainte-Florence är en kommun i departementet Gironde i regionen Nouvelle-Aquitaine i sydvästra Frankrike. Kommunen ligger i kantonen Pujols som tillhör arrondissementet Libourne. År 2022 hade Sainte-Florence 146 invånare.

## Befolkningsutveckling
Antalet invånare i kommunen Sainte-Florence
Referens:INSEE